# Fahd bin Turki Al Saud
Prinz Fahd bin Turki bin Faisal bin Turki bin Abdulaziz Al Saud (arabisch فهد بن تركي بن فيصل بن تركي آل سعود, DMG Fahd b. Turkī b. Faiṣal b. Turkī Āl Saʿūd) ist ein saudi-arabischer Politiker und Mitglied der Saudi-Dynastie. Er war von April 2017 bis Mai 2025 Vizegouverneur der Provinz al-Qasim in Saudi-Arabien.

## Leben
Fahd wurde als fünfter Sohn des verstorbenen Turki bin Faisal geboren. Sein Großvater, Faisal bin Turki, war Innenminister Saudi-Arabiens und ältester Enkel Ibn Sauds. Fahds Großvater mütterlicherseits war König Saud. Väterlicherseits ist Fahd ein Urenkel von Turki I bin Abdulaziz, dem ältesten Sohn Ibn Sauds. Fahd heiratete im Jahr 2010 seine Nichte 2. Grades Lamia bint Faisal, eine Tochter des Gouverneurs von al-Qasim Faisal bin Mischal. Am 22. April 2017 wurde Fahd durch ein königliches Dekret zum Vizegouverneur von al-Qasim ernannt, dem Stellvertreter seines Cousins und Schwiegervaters Faisal bin Mischal. In dieser Position wurde er im Mai 2025 durch Fahd bin Saad bin Faisal bin Saad Al Saud ersetzt.
Fahd hat fünf Geschwister, eine ältere Schwester und vier ältere Brüder.

## Vorfahren
| Ahnentafel Prinz Fahd | Ahnentafel Prinz Fahd            | Ahnentafel Prinz Fahd           | Ahnentafel Prinz Fahd         | Ahnentafel Prinz Fahd         | Ahnentafel Prinz Fahd               | Ahnentafel Prinz Fahd            | Ahnentafel Prinz Fahd         | Ahnentafel Prinz Fahd         |
| --------------------- | -------------------------------- | ------------------------------- | ----------------------------- | ----------------------------- | ----------------------------------- | -------------------------------- | ----------------------------- | ----------------------------- |
| Ururgroßeltern        | König Abdulaziz ⚭ Wadha Al Orair | Ubayd bin Hamoud Al Raschid ⚭ ? | ? ⚭ ?                         | ? ⚭ ?                         | Emir Abdul Rahman ⚭ Sara Al Sudairi | Mohammed Al Orair ⚭ ?            | ? ⚭ ?                         | ? ⚭ ?                         |
| Urgroßeltern          | Prinz Turki I ⚭ Nura Al Raschid  | Prinz Turki I ⚭ Nura Al Raschid | ? ⚭ ?                         | ? ⚭ ?                         | König Abdulaziz ⚭ Wadha Al Orair    | König Abdulaziz ⚭ Wadha Al Orair | Mohammed Al Theeb ⚭ ?         | Mohammed Al Theeb ⚭ ?         |
| Großeltern            | Prinz Faisal ⚭ ?                 | Prinz Faisal ⚭ ?                | Prinz Faisal ⚭ ?              | Prinz Faisal ⚭ ?              | König Saud ⚭ Fouza Al Theeb         | König Saud ⚭ Fouza Al Theeb      | König Saud ⚭ Fouza Al Theeb   | König Saud ⚭ Fouza Al Theeb   |
| Eltern                | Prinz Turki ⚭ Prinzessin Sara    | Prinz Turki ⚭ Prinzessin Sara   | Prinz Turki ⚭ Prinzessin Sara | Prinz Turki ⚭ Prinzessin Sara | Prinz Turki ⚭ Prinzessin Sara       | Prinz Turki ⚭ Prinzessin Sara    | Prinz Turki ⚭ Prinzessin Sara | Prinz Turki ⚭ Prinzessin Sara |